# 銀鱗阿蘭
銀鱗阿蘭（學名：Aa argyrolepis）是蘭科阿蘭屬的物種，是一種原生于南美洲熱帶地區的草本植物。

## 分佈
本種原生於南美洲，包括巴西北部、哥倫比亞、厄瓜多爾及秘魯。